# Колвил (племе)
Колвил е племе на Вътрешните салиши, което живее в басейна на река Колвил в североизточната част на щата Вашингтон, САЩ. Компанията Хъдсън Бей основава Форт Колвил на Кетъл Фолс през 1825 г. След траперите и търговците пристигат мисионерите, заселниците и миньорите. Нарастващият брой чужденци разтревожва племето, но те продължават да живеят мирно. На 9 април 1872 г. президента Юлисис Грант издава заповед за създаването на резервата Колвил за всички племена в областта. Днес резервата е с площ от 5482,5 кв. км и има население от близо 9000 души, които са потомци на племената колвил, неспелем, сенпойл, уеначи, метоу, челан, синкаюс, лейкс, южни оканоган, палус, ентиат, хората не персе на вожда Джоузеф, както и някои спокейн, които се заселват в резервата в по-късен период. Всички тези племена са федерално признати като Конфедеративните племена на резервата Колвил.

## Име
Колвил не е истинското име на племето. То идва от името на Андрю Колвил, основателя на Форт Колвил. Самите те се наричат „Счеулпи“ или „Шуалпай“. Когато през 1805 г. ги посещават Луис и Кларк записват името им като „Уелпо“ (Куелпо, Хоилпо, Селалго). Французите ги нарекли „хората – котли“ по името на Кетъл Фолс. Известни са и под името „хората – кошници“.

## Население
В края на 18 век най-много 4 техни субгрупи живеят в около 30 села разположени в долината на река Колвил и по източната страна на река Колумбия. При посещението си през 1805 г., Луис и Кларк отбелязват че нарояват около 2500 души. Вероятно преди това населението им е по-многобройно, но епидемия от едра шарка през 1782 г. унищожава голяма част от тях.

## Култура
Традиционната им родина се простира в района на реките Колвил и Кетъл, между лейкс на север и сенпойл и неспелем на юг. Кетъл Фолс е считан за граница между колвил и лейкс. Основно жилище е къщата – яма (pithouse), в която живеят 1 или 2 семейства. По известни са обаче техните конусовидни колиби тип типи покрити с рогозки от папур. Всяко от постоянните зимни села е автономно и ръководено от вожд, помощник вождове и Съвет на старейшините. Основна храна е сьомгата, но мъжете ловуват също и различен дивеч, а жените събират разни корени, ядки и диви плодове. Конете пристигат първо при тях в началото на 18 век и те бързо ги разпространяват из околните племена. В началото на 19 век ловци колвил и лейкс започват редовно да навлизат в Големите равнини да ловуват бизони.
Дрехите си изработват главно от кожи. Основно облекло за мъжете е набедреник, риза, гамаши и мокасини, а за жените рокля, къси гамаши и мокасини. Прерийният стил на обличане става популярен в по-късен период.

## История
Още след първата им среща с белите през 1805 г. се включват активно в регионалната търговия с кожи. През 1825 г. Компанията Хъдсън Бей основава Форт Колвил на Кетъл Фолс, който става център на търговията в целия регион. Мисионерите пристигат около 1838 г. и постепенно племето е християнизирано. До средата на 19 век населението им рязко намалява вследствие на заболявания, насилие и кражба на земя от страна на заселниците. За да защити племената в региона от посегателствата на 9 април 1872 г. президента Грант създава резервата Колвил и всички околни племена са заселени в него.